# Adesmia sandwithii
Adesmia sandwithii är en ärtväxtart som beskrevs av Arturo Erhardo Erardo Burkart. Adesmia sandwithii ingår i släktet Adesmia och familjen ärtväxter. Inga underarter finns listade i Catalogue of Life.